# Ecnomus pilophorus
Ecnomus pilophorus är en nattsländeart som beskrevs av Wolfram Mey 1998. Ecnomus pilophorus ingår i släktet Ecnomus och familjen trattnattsländor. Inga underarter finns listade i Catalogue of Life.